# جان استوارت (موسیقی‌دان)
جان استوارت (انگلیسی: John Stewart؛ ۵ سپتامبر ۱۹۳۹ – ۱۹ ژانویهٔ ۲۰۰۸) موسیقی‌دان اهل ایالات متحده آمریکا بود.